# Карина Капур
Карина Капур Хан е индийска актриса.
Родена е на 21 септември 1980 г. 
След като прави своя актьорски дебют през 2000 г. в Refugee, Капур се утвърждава с роли в драмите Aśoka и „Понякога щастие, понякога тъга...“ (и двете от 2001 г.). След това кариерата ѝ е белязана от неуспех, като получава отрицателни отзиви за своите повтарящи се роли. Участието ѝ в драмата Chameli бележи повратна точка в нейната кариера.
Капур е омъжена за актьора Сейф Али Хан, от когото има двама сина. Животът ѝ извън екрана е обект на широко отразяване в Индия. Освен във филми Капур участва и в сценични представления и е посланик на УНИЦЕФ.
Играе различни герои в редица филмови жанрове – от романтични комедии до криминални драми – и е носителка на няколко награди, включително шест награди Filmfare, и е една от най-добре платените актриси в Боливуд.